# 12"/40 морская пушка
12"/40 морская пушка — 305-мм орудие Обуховского завода, принятое на вооружение Российского императорского флота в 1895 году. Первое российское орудие такого калибра, спроектированное для использования зарядов бездымного пороха. Устанавливалось на эскадренных броненосцах. Им были вооружены следующие корабли: «Три святителя», «Сисой Великий», «Ретвизан», «Цесаревич», «Князь Потёмкин-Таврический» а также броненосцы типов «Полтава» (3 единицы), «Бородино» (5 единиц), «Евстафий» (2 единицы), «Андрей Первозванный» (2 единицы). Орудия применялись в Русско-японской и Первой мировой войнах. Кроме того, в 1930-х годах шесть 12"/40 морских пушек было установлено на железнодорожные транспортеры ТМ-2-12, спроектированные ЦКБС-3 и построенные на заводе им. Марти в г. Николаеве.

## Проектирование и производство
Проектирование орудия было начато Обуховским заводом в октябре 1891 года. Испытания первого изготовленного орудия прошли в марте 1895 года.
Производство орудий велось на Обуховском заводе в 1895—1906 годах, всего было произведено 68 единиц. С началом Первой мировой войны Обуховский завод получил заказ на возобновление производства 12"/40 орудий для замены изношенных в ходе боевых действий. В 1915—1916 годах завод произвёл 20 орудий, кроме того, ещё 11 орудий было изготовлено по российскому заказу в Великобритании.

## Конструкция 12"/40 морской пушки
В российском флоте 12"/40 орудие стало первой пушкой калибра 305 мм с поршневым затвором, не имевшей цапф и спроектированным под заряды бездымного пороха. Вместо цапф имелись кольцеобразные выступы, с помощью которых пушка соединялась с салазками установки. Ствол орудия имел скреплённую конструкцию. Она состояла из трёх рядов цилиндров и колец. На скреплённый ствол надевался кожух, в который ввинчивался казённик. Нарезы ствола были смешанной системы. Вначале постоянной крутизны, затем прогрессивной, в конце нарезной части ствола снова постоянной.
Поршневой затвор управлялся при помощи замочной рукояти. Для полного открывания/закрывания затвора требовалось 27 оборотов рукояти. При вращении рукояти вручную на это уходило 20 секунд. На практике эта операция требовала 30 секунд. При испытаниях броненосца «Ретвизан» было установлено, что орудие невозможно зарядить быстрее, чем за 66 секунд. После Русско-японской войны был установлен электропривод вращения рукояти затвора, что сократило время открывания/закрывания до 6 секунд.

## Боеприпасы 12"/40 морской пушки
В 1892 году специалисты Морского технического комитета под влиянием опыта французского флота пришли к мнению о необходимости принятия на вооружение морской артиллерии облегчённых снарядов. Считалось, что это позволит увеличить начальную скорость снарядов и повысит кучность и бронепробиваемость на коротких и средних дистанциях стрельбы, на которых и предполагалось вести бои. Кроме того, рассчитывали снизить вес артиллерийского вооружения кораблей и достичь финансовой экономии. В результате вес 12" снарядов был снижен с 455 кг до 331,7 кг. Как показал опыт Русско-японской войны, это решение было крайне неудачным и заметно снижало огневую мощь русских броненосцев. Кроме того, ещё одним недостатком русских облегчённых снарядов был очень низкий коэффициент содержания ВВ, заметно меньший, чем у снарядов, использовавшихся японским флотом.
| Бронебойный образца 1895 г. | 331,7 | 331,7 | 2,65 | 5,3   | 1,6  | 792   | 14 640/15,9         |
| Фугасный образца 1895 г.    | 331,7 | 331,7 | 2,8  | 12,4  | 3,75 | 792   | 14 640/15,9         |
| Бронебойный образца 1907 г. | 331,7 | 331,7 | 2,72 | 6,0   | 1,8  | 792   | 23 997/50           |
| Фугасный образца 1907 г.    | 331,7 | 331,7 | 3,16 | 28,2  | 8,5  | 792   | 23 997/50           |
| Бронебойный образца 1911 г. | 470,9 | 470,9 | 3,9  | 12,84 | 2,73 | 700   | 15 546/15 25 880/45 |
| Фугасный образца 1911 г.    | 470,9 | 470,9 | 5,0  | 61,5  | 13,1 | 700   | 15 546/15 25 880/45 |
| Фугасный образца 1928 г.    | 314   | 314   | 5,0  | 55,2  | 17,6 | 823,5 | 29 264/40           |